# Azazel (Marvel Comics)
Azazel è un personaggio dei fumetti, creato da Chuck Austen (testi) e Sean Phillips (disegni), pubblicato dalla Marvel Comics. La sua prima apparizione è in The Uncanny X-Men n. 428 (ottobre 2003). Il nome del personaggio deriva da Azazel, una creatura demoniaca nella Bibbia.
Appartenente alla razza mutante, è il padre naturale di Nightcrawler, figlio che ha avuto con la mutante Mystica. Azazel ha coda e orecchie a punta come il figlio, ma la pelle rossa.

## Biografia del personaggio
Azazel è il leader dei Neyaphem, un antico gruppo di mutanti dall'aspetto demoniaco che in tempi biblici era in lotta con un gruppo di mutanti dall'aspetto angelico, chiamati Cheyarafim. I Cheyarafim vinsero e bandirono i "demoni" in una dimensione alternativa per tutta l'eternità. Azazel fu l'unico in grado di violare il vuoto dimensionale per brevi periodi di tempo grazie ai suoi poteri di teletrasporto. La sua unica speranza di ritornare sulla terra era di generare figli con donne umane, stabilendo un legame con la dimensione terrestre.
Durante una delle sue incursioni sulla Terra, incontrò Raven Darkhölme in Germania, che all'epoca era sposata con un ricco barone di nome Christian Wagner, con cui non aveva figli. Quando Mystica incontrò Azazel, presentatole come partner commerciale del marito, ebbe per lui un'immediata attrazione. I due si frequentarono di nascosto e lei rimase incinta di Nightcrawler. Mentre Mystica sembrava effettivamente innamorata di Azazel, lui era solo interessato al bambino. Raggiunto lo scopo, Azazel se ne andò, lasciando Raven sola ad occuparsi del bambino, certo che se la sarebbe cavata.
Durante l'iniziativa editoriale Marvel Now! è riapparso in nella testata Amazing X-Men su Wolverine and the X-Men n. 25, dove, con l'aiuto dei pirati demoniaci e di esseri simili a lui – detti "Bamf" – cerca di conquistare il paradiso.

## Poteri ed abilità
Azazel possiede lo stesso potere di teletrasporto del figlio Nightcrawler, ma ad un grado molto maggiore e sembra non avere la necessità di vedere o conoscere il luogo preciso in cui si sta portando. In più non mostra nessuna debolezza nel trasportare più persone con sé, tuttavia non sembra dotato anche delle sue straordinarie capacità acrobatiche, della capacità di aderire alle superfici e la limitata invisibilità.
Azazel dimostra inoltre altre abilità durante le sue apparizioni, tra cui un'apparente immortalità (infatti non invecchia affatto, e possiede un fattore rigenerante pari a quello di Wolverine) e la capacità di generare fulmini.

## Altri media

### Cinema
- Azazel appare per la prima volta come antagonista terziario nel film X-Men - L'inizio (2011), interpretato da Jason Flemyng. Il personaggio è in grado di teletrasportarsi e quando utilizza questo suo potere lascia nell'aria una scia fumosa rossa con effetto scottante. Azazel è stato descritto nel film come membro del Club infernale di Sebastian Shaw.
- Nel sequel X-Men - Giorni di un futuro passato (2014) viene citato da Magneto quando nomina i mutanti che sono stati catturati dalla Trask Industries per essere uccisi ed esaminati. Nella scena dove Mystica si infiltra nell'ufficio di Bolivar Trask per sfogliare il suo schedario, trova una foto del cadavere di Azazel.
- Il personaggio riappare anche come antagonista minore nel trentaquattresimo film del Marvel Cinematic Universe Deadpool & Wolverine (2024), interpretato da Eduardo Gago Muñoz.